# 517
517 (DXVII, na numeração romana) foi um ano comum do século VI do Calendário Juliano, da Era de Cristo, teve início a um domingo e terminou também a um domingo, e a sua letra dominical foi A (52 semanas).
| Ano completo                    |
| ------------------------------- |
| Ano comum com início ao domingo |

## Nascimentos
- Cariberto I

## Mortes
- Macedônio II de Constantinopla